# キタ圏
キタ圏（キタけん、フランス語: Cercle de Kita）は、マリ共和国の地方行政区画でキタ州を構成する圏のひとつ。行政の中心地はキタにおかれる。下級単位のコミューンは2009年時点で33団体あり、2009年の統計で人口は434,379人を数える。
フランス領スーダン時代から存在する圏のひとつで、独立以降はカイ州に属していた。2023年2月22日、キタ圏は単独で州（キタ州）となった。キタ圏は再編され、新たなキタ圏を含む6つの圏に分割された。

## コミューン
キタ圏には2009年時点で以下のコミューンがある。2023年2月22日の行政区画改革により、セベコロ、トゥーコト、セフェト、シラコロは圏に昇格し、ココファタ、コブリ、クールナンコト、マカノなどのコミューンも新しい圏へ移管となった。
- バディア (マリ共和国)（fr:Badia）
- ベンドゥーグーバ（fr:Bendougouba）
- ベンカジ・フーニア（fr:Benkadi Founia）
- ブードフォ（fr:Boudofo）
- ブーガリバヤ（fr:Bougaribaya）
- ディンデンコ（fr:Dindenko）
- ジディアン（fr:Djidian）
- ジョグーン（fr:Djougoun）
- ガドゥーグー 1（fr:Gadougou 1）
- ガドゥーグー 2（fr:Gadougou 2）
- ゲムクーラバ（fr:Guémoukouraba）
- カッサロ (マリ共和国)（fr:Kassaro）
- キタ (マリ共和国)（fr:Kita、都市的コミューン）
- 北キタ（fr:Kita-Nord）
- 西キタ（fr:Kita-Ouest）
- コブリ（fr:Kobri）
- ココファタ（fr:Kokofata）
- コトゥーバ（fr:Kotouba (Mali)）
- クールー (マリ共和国)（fr:Koulou）
- クールナンコト（fr:Kourouninkoto、都市的コミューン）
- マディナ (マリ共和国)（fr:Madina (Mali)）
- マカノ（fr:Makano）
- ナマラ・ギンバ（fr:Namala Guimba）
- ニアンタンソ（fr:Niantanso）
- サブーラ（fr:Saboula）
- セベコロ（fr:Sébékoro）
- 北セフェト（fr:Séféto-Nord）
- 西セフェト（fr:Séféto-Ouest）
- センコ（fr:Senko）
- シラコロ（fr:Sirakoro）
- スーランサン＝トモト（fr:Souransan-Tomoto）
- タンバガ（fr:Tambaga）
- トゥーコト（fr:Toukoto）